# 8 Ursae Minoris
8 Ursae Minoris (seit 2019 auch Baekdu) ist ein Stern im Sternbild Kleiner Bär. Er befindet sich in einer Entfernung von etwa 530 Lichtjahren und wird von einem Exoplaneten umkreist, der im Jahr 2015 entdeckt wurde. Es ist unklar wie der Planet in die aktuelle Umlaufbahn gekommen ist, da er eigentlich bereits vom Stern hätte verschluckt werden müssen.

## Stern
Der Stern 8 Ursae Minoris mit Spektralklasse K ist mit etwa 1,7 Sonnenmassen schwerer als die Sonne. Er hat etwa den 10-fachen Sonnenradius und entwickelt sich entlang dem Roten Riesenast. 8 Ursae Minoris hat also den Prozess des stabilen Wasserstoffbrennens verlassen. Aktuell befindet sich er im Stadium des Red Clump Stars.

## Planet
Der Planet 8 Ursae Minoris b (seit 2019 auch Halla) wurde im Jahre 2015 mittels der Radialgeschwindigkeitsmethode entdeckt.  Er umkreist seinen Zentralstern alle 93 Tage in einer Entfernung von einer halben Astronomischen Einheit (AE) und hat etwa die 1,5-fache Jupitermasse.
| Planet (Reihenfolge vom Stern aus) | Entdeckt | Umlaufzeit (Tage) | Große Halbachse der Bahn (AE) | Mindestmasse (Erdmassen) |
| ---------------------------------- | -------- | ----------------- | ----------------------------- | ------------------------ |
| b                                  | 2015     | 93,4 ± 4,5        | 0,49 ± 0,03                   | 477 ± 64                 |

## Bahn des Planeten um einen Red Clump Star
Die Position des Planeten Ursae Minoris b erstaunte die Forscher, da der Planet sich wohl in der Vergangenheit innerhalb des expandierenden Sterns befunden hatte. Gemäß der Studie hatte sich der Stern in der Vergangenheit bis auf 0,7 AE ausgedehnt, weit außerhalb der jetzigen Planetenbahn bei etwa 0,5 AE. Eine Möglichkeit wäre eine Migration des Planeten nach innen, jedoch wäre dann unklar warum der Planet sich dann nicht weiter nach innen bewegen würde. 2023 wurde als mögliche Lösung des Rätsels vorgeschlagen, dass der Stern möglicherweise das Resultat einer Sternverschmelzung war. In dem Falle hätte der Stern jedoch etwa 9 Mrd. Jahre alt sein müssen. Eine spätere Arbeit kommt 2024 jedoch zum Schluss, dass der Stern zu jung ist, um das Resultat einer derartigen Verschmelzung zu sein. Diese bestimmt das Alter des Zentralsterns auf 1,9 bis 3,5 Mrd. Jahren. Weitere Arbeiten werden nötig sein, um die Position des Planeten um 8 Ursae Minoris b verstehen zu können.

## Benennung
Die Namen von Stern und Planet wurden im Rahmen der 2019 „Name-Exoworlds“-Kampagne der IAU vergeben. Hierbei wurden für Südkorea die Namen der höchsten Berge Koreas gewählt. Hierbei ist der Paektusan (Baekdu) der höchste Berg von Nordkorea, während der Hallasan (Halla), gelegen auf einer Insel, der höchste Berg Südkoreas ist.